# Andrej Batič (jezuit)
Andrej Batič (tudi Battig), slovenski rimskokatoliški duhovnik in jezuit, * 16. september 1636, Solkan, † 17. junij 1702, Trst.
Gimnazijo in filozofijo je končal v Gorici, bogoslovje pa na Dunaju in tam 1660 vstopil Družbo Jezusovo. Po opravljenem noviciatu je služboval v več jezuitskih kolegijih. V letih 1668−1671 je bil profesor na gimnaziji v Gradcu, nato pa je delal v diplomatski službi. V Istanbul je bil poslan za posrednika v verskih zadevah med dunajskim in turškim dvorom. To nalogo je uspešno opravljal do leta 1683, ko se je vrnil na Dunaj. Po vrnitvi je bil dušni pastir na Dunaju, kasneje pa še v Steyrju, Linzu in Trstu. V latinščini je objavil: Lycaeum Sapientiae Martis gimnasium (Gradec, 1670) in Laus Sspientiae ex Sacro Codice depromta et lyrice Carmine deducta (Gradec, 1971). 